# Sharice Davids
Sharice Davids (Francoforte sul Meno, 22 maggio 1980) è una politica statunitense, membro della Camera dei Rappresentanti per lo stato del Kansas dal 2019.
È la prima donna nativa americana ad essere eletta al Congresso statunitense per lo Stato del Kansas.